# Palpation (médecine)

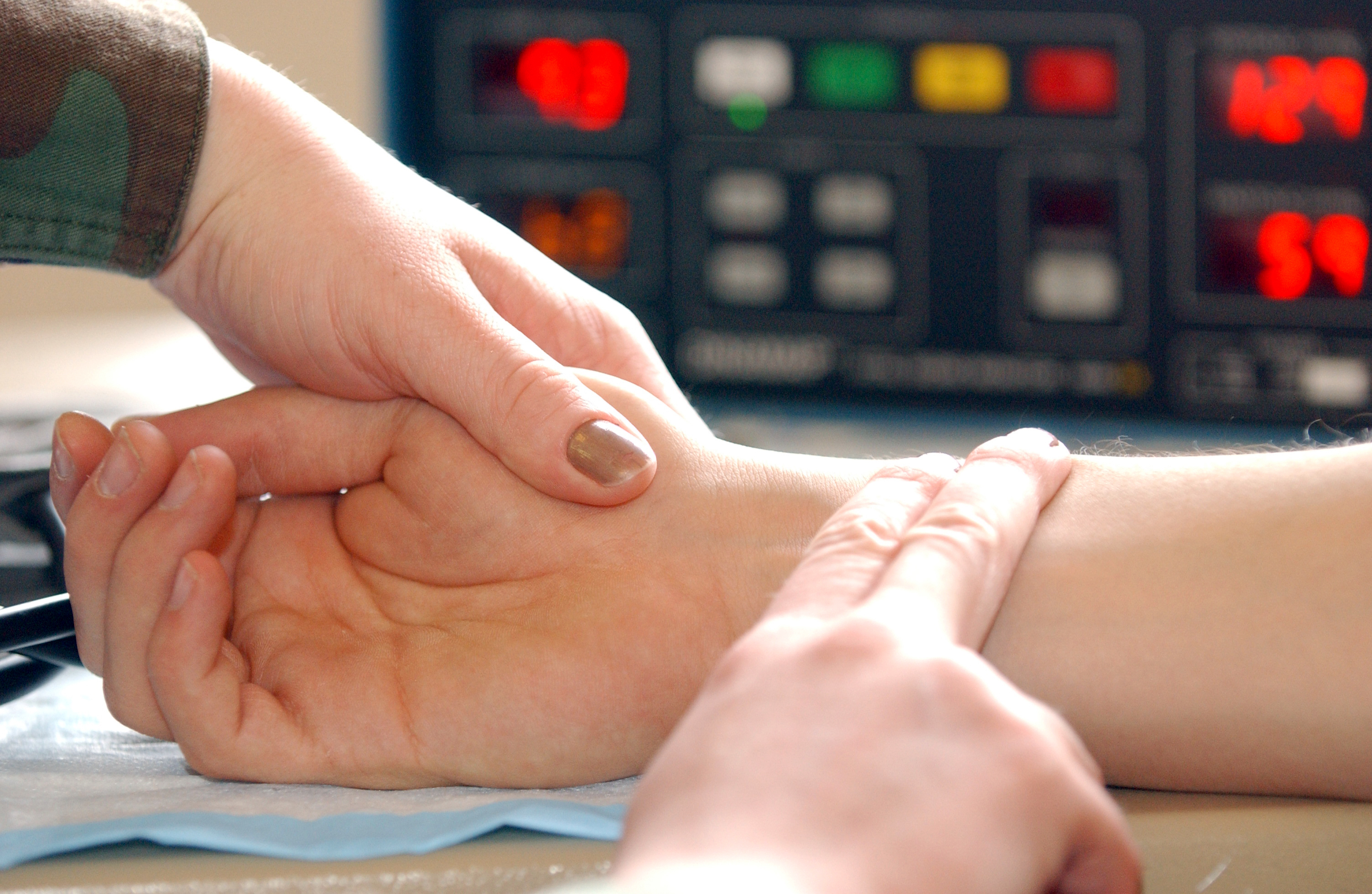
Palpation du pouls au poignet

Dans les domaines de l'examen médical ou vétérinaire, la palpation est l'un des moyens exploratoires du corps humain ou animal. Comme l'inspection, la percussion et l'auscultation ou la prise de la température corporelle et de la tension artérielle qui lui sont généralement associés, la palpation fait partie des moyens de « diagnostic in vivo ».

## Utilité

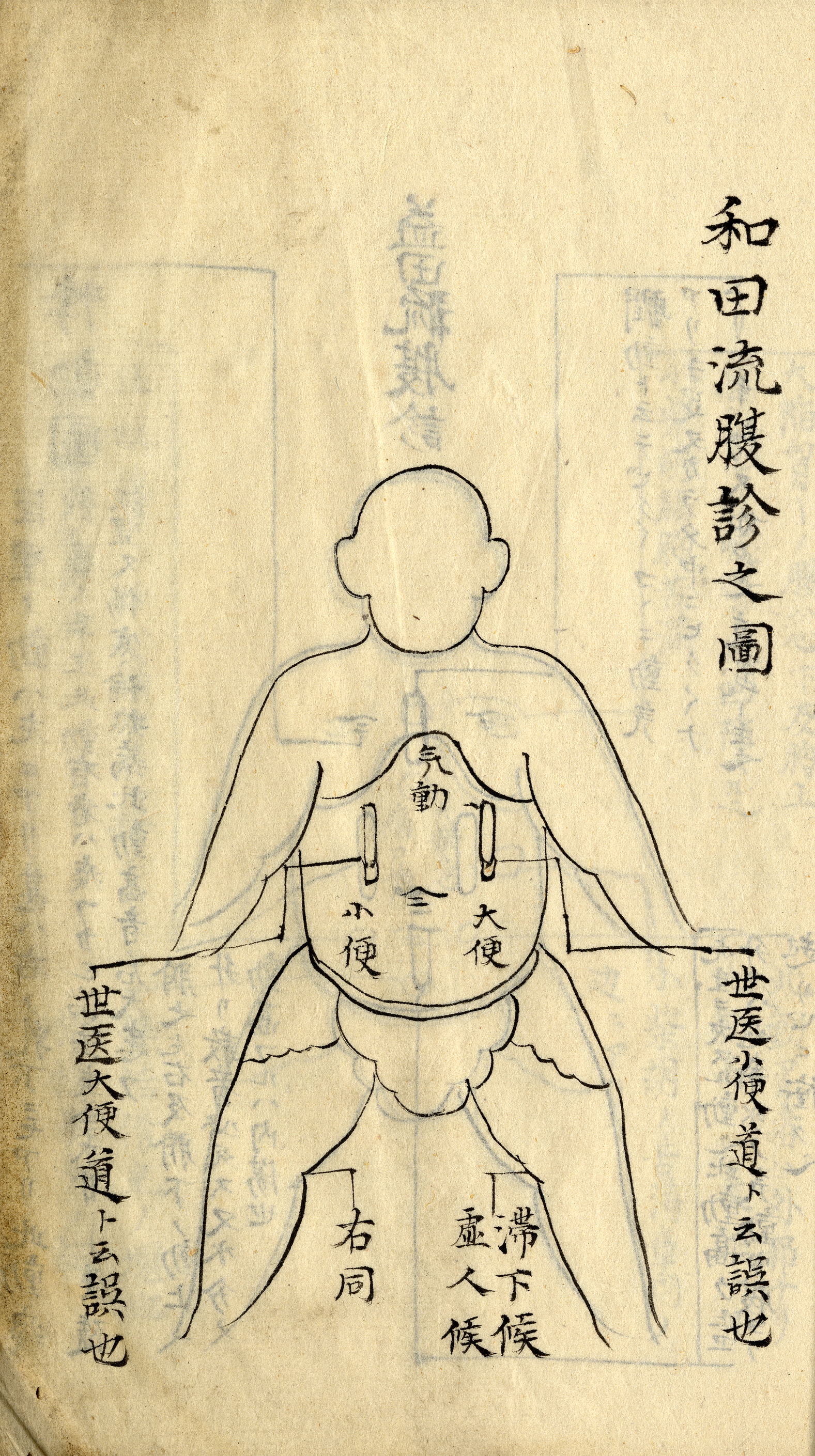
Représentation graphique d'un diagnostic de palpation dans le style Wada de la période Edo, sur un manuscrit japonais, le Genshinkan shichisoku kai (explication des sept principes de Genshinkan) relative aux enseignements du médecin Murai Kinzan (alias Genshinkan, 1733-1815). Collection W. Michel (Fukuoka, Japon).

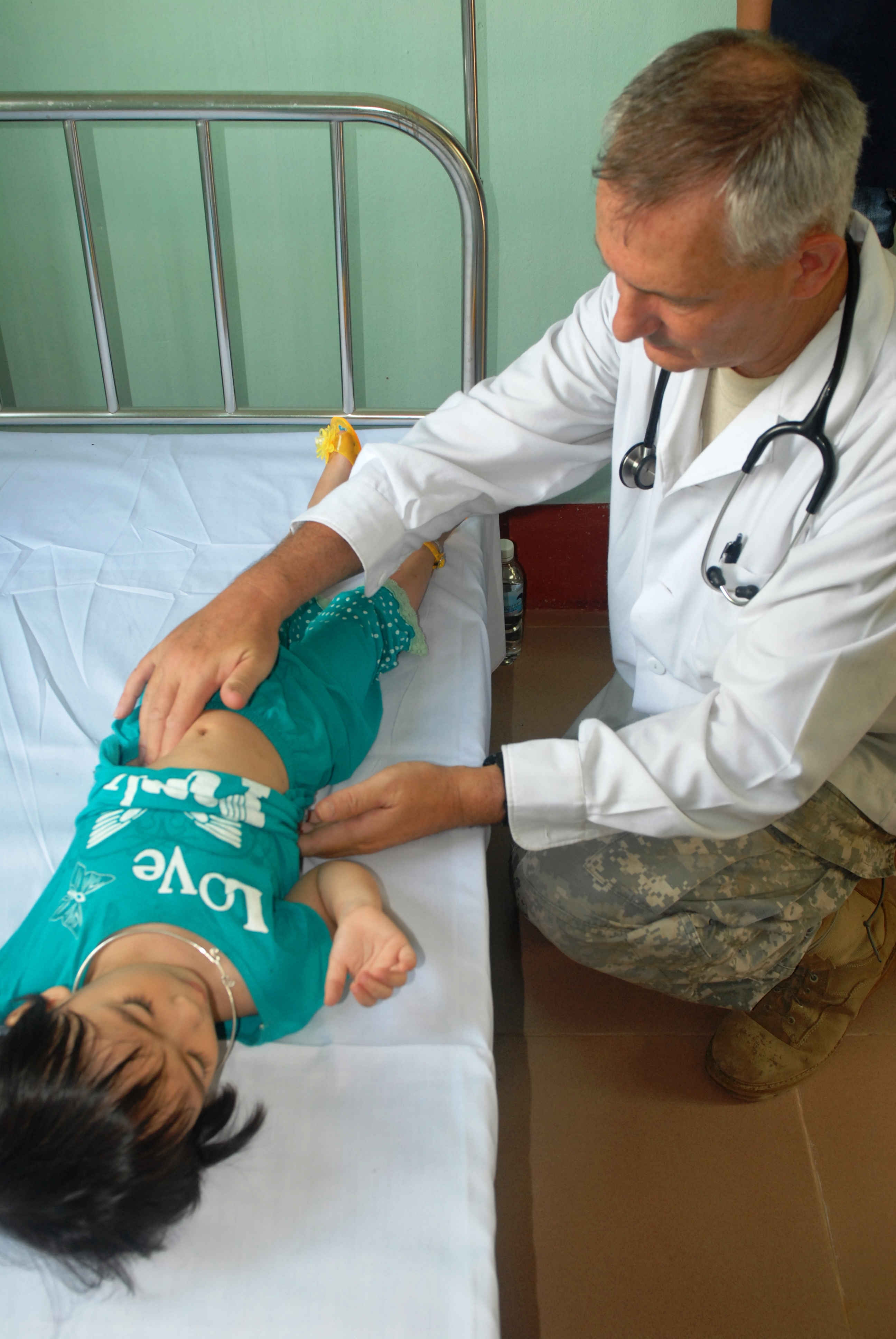
Palpation de l'abdomen d'un enfant par un médecin.

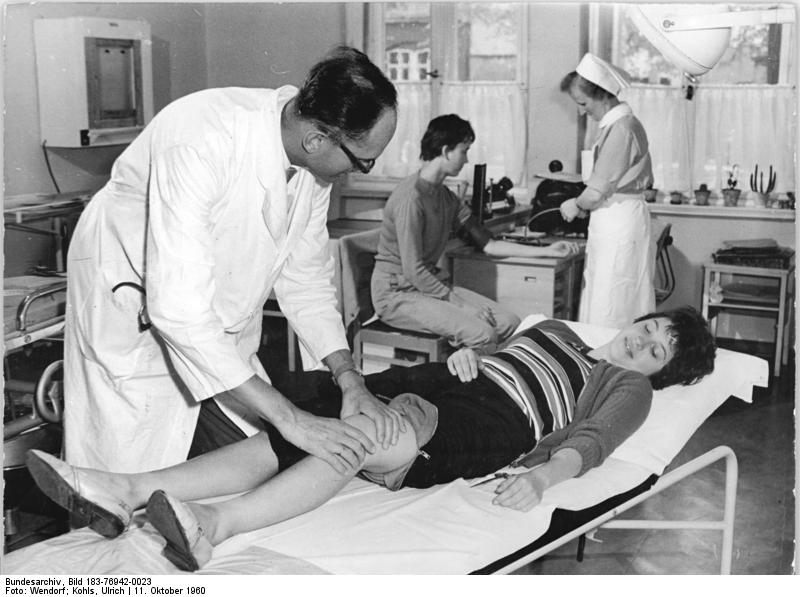
Palpation d'une articulation de la jambe.

Elle est particulièrement utile chez l'animal, le nourrisson, le jeune enfant ou (avec les précautions de sécurité nécessaires) chez une personne inconsciente ou ne pouvant expliquer ce qu'elle ressent.
Chez la femme enceinte, à partir d'un certain âge du fœtus, elle permet au médecin d'évaluer la position du fœtus, sa tonicité, la « distance inter-rectus » (IRD, avec une fiabilité un peu moindre qu'avec l'échographie), etc. 

C'est aussi un moyen pour le vétérinaire de détecter une grossesse chez un animal ou la présence d'œufs, ainsi que diverses maladies.

## Histoire
Son histoire ancienne est mal connue, mais les techniques de palpations remontent probablement à la haute antiquité, voire à la préhistoire. Elles sont présentes dans toutes les médecines traditionnelles (ex : chiropractie), sur tous les continents, et elles ont récemment été approfondies par certaines pratiques médicales, dont notamment l'ostéopathie et la médecine sportive, ainsi que par la thérapie par le massage.
Par extension, on parle parfois de 'palpation virtuelle' pour évoquer le repérage d'anomalies de taille ou de forme sur une vue 3D reconstituée par ordinateur à partir de certains dispositifs d'imagerie médicale.

## Principes
Grâce à la sensibilité des doigts et de la main, et avec une bonne connaissance de l'anatomie, un médecin ou un vétérinaire, au moyen de différentes techniques de palpations (externes et parfois internes) permettent d'estimer le caractère normal ou anormal de la grosseur, texture, souplesse, température, etc. de la peau, des ganglions, de glandes (ex : thyroïde), d'un muscle, d'un groupes musculaires, de fascias, de tendons, les insertions de muscles ou tendons, d'un os ou d'un assemblage osseux (rachis par exemple), de certains organes internes, etc. Certaines anomalies (nodules, tumeurs, fibroses, fibromes, calcifications, etc.) peuvent ainsi être détectées ou suspectées. 
Chez un médecin entrainé, la grande sensibilité des doigts permet aussi d'apprécier la température, des tensions anormales et ressentir les pulsations artérielles (pouls) en différents points du corps (élément important de diagnostic en médecine chinoise traditionnelle).

## Techniques
Quand elle est approfondie, la palpation se fait généralement de manière séquentielle et avec un protocole précis. 
Certains muscles, os ou organes ne sont accessibles que si les membres sont positionnés d'une certaine façon, ou nécessitent une position de départ, un certain mouvement ou une inspiration ou une expiration totale. 
Des positions codées ou alternatives de palpation et des « clés palpatoires » sont apprises aux médecins et vétérinaires lors de leurs études. 
Des points gâchettes, douloureux ou déclenchant des mouvements réflexes et correspondant à des « zones de projection » sont recherchés et étudiés. 
Dans de rares cas le patient doit être anesthésié (palpation abdominale profonde).

## Apprentissage
Outre une très bonne connaissance de l'anatomie et des variations naturelles des organismes, l'étudiant doit lors de sa formation s’entraîner, à percevoir en profondeur les caractéristiques du corps humain ou animal. 
Il peut le faire
- par des exercices pratiqués sur lui-même
- par des exercices pratiqués sur d'autres étudiants ou des patients,
- au moyen d'exercices simples visant par exemple à identifier des formes cachées sous des matériaux de textures différentes [7].
- par des exercices plus complexes de simulations[8]

Des ouvrages pédagogiques avec démonstrations vidéo de la palpation des muscles existent pour la formation des médecins.

## Limites
- cette pratique nécessite une très bonne formation en anatomie ;
- tous les organes ne sont pas accessibles à la palpation, ni les parties profondes d'organes accessibles ;
- la douleur du patient peut gêner ou rendre impossible la palpation ;
- une fois une anomalie détectée, l'associer à un muscle précis ou à une vertèbre précise est parfois difficile[9]. Il faut alors faire appel à d'autres techniques exploratoires (Radiographie, IRM, etc.).

Selon les études disponibles, la fiabilité intra-évaluateur est bonne, mais la fiabilité inter-évaluateur a fait l'objet de peu d'études. 

## Palpation virtuelle

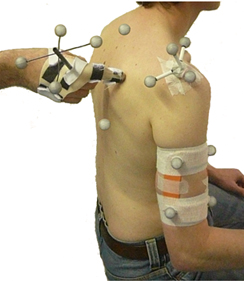
La palpation vraie (manuelle) peut être combinée à une palpation virtuelle (modèle 3D informatique, ici d'un genou, avec "points clés[11]" anatomiques).
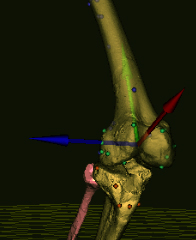
Virtual palpation of skeletal landmarks.

## Illustrations complémentaires

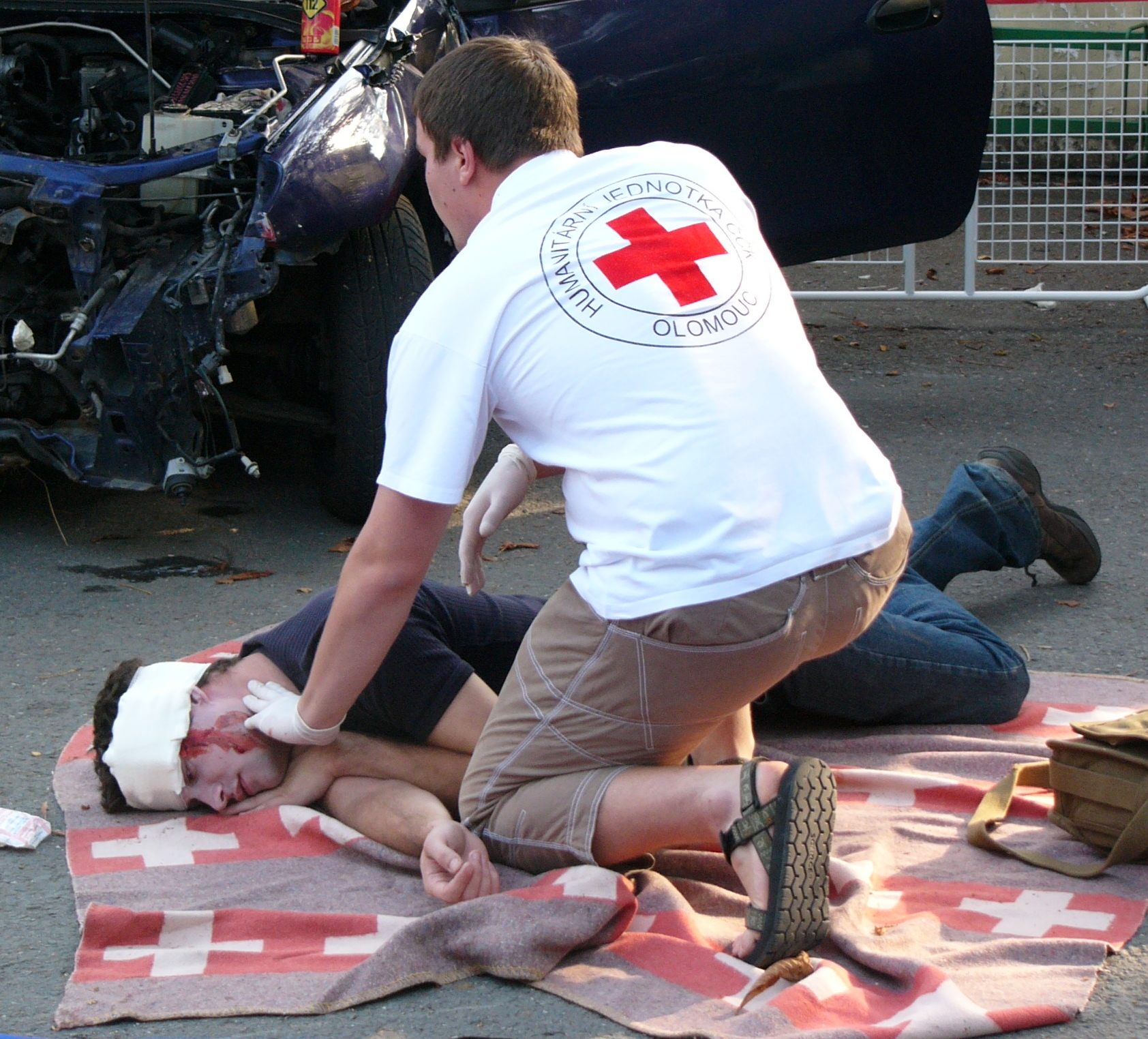
Mesure du pouls carotidien

### Codification médicale
- MeshID      = D010173
- MedlinePlus = 002284